# Klaus Ernst (Soziologe)
Klaus Peter Ernst (* 16. Oktober 1936 in Rositz) ist ein deutscher Soziologe, Hochschullehrer und Diplomat.

## Leben und Wirken
Nach dem Besuch der Volks- und Grundschule in Rositz studierte Klaus Ernst von 1954 bis 1959 Geschichte und Germanistik an der Pädagogischen Hochschule Potsdam und arbeitete von 1959 bis 1962 als Lehrer in Prettin und in Altenburg. 1962 wurde er Wissenschaftlicher Mitarbeiter und 1964 Wissenschaftlicher Assistent am Afrika-Institut der Karl-Marx-Universität Leipzig. In dieser Zeit führten ihn Projekt- und Studienreisen nach Mali und in die Republik Kongo. 1967 bis 1968 studierte er Soziologie in Leipzig. 1969 wurde er an der Universität Leipzig mit der Arbeit Die traditionelle Ackerbaugemeinde, ihr spontaner Zerfall und der Versuch ihrer nichtkapitalistischen Umgestaltung in der Republik Mali: Ein Beitrag zur Untersuchung der Probleme der nichtkapitalistischen Entwicklung im subsaharischen Afrika zum Dr. phil. promoviert. Danach war er von 1969 bis 1971 Kulturattaché an der Wirtschafts- und Handelsmission der DDR in Mali und zeitweilig Geschäftsträger der Botschaft der DDR in der Republik Tschad.
1971 wurde er Wissenschaftlicher Oberassistent an der Sektion Afrika- und Nahostwissenschaften der Universität Leipzig und zwischenzeitlich von 1974 bis 1975 Wissenschaftlicher Mitarbeiter am Afrika-Institut an der Akademie der Wissenschaften der UdSSR in Moskau.
1976 erfolgte in Leipzig die Promotion B zum Dr. sc. phil. mit der Arbeit Charakter und Entwicklung der sozialökonomischen Verhältnisse und der Klassenbeziehungen im subsaharischen Afrika unter den Bedingungen kolonialer und neokolonialer Abhängigkeit und Ausbeutung sowie des Kampfes um deren Überwindung: Theoretische und methodologische Probleme ihrer sozialhistorischen und soziologischen Untersuchung. 1976 wurde er Dozent und 1980 Professor für Marxistisch-Leninistische Soziologie an der Sektion Afrika- und Nahostwissenschaften der Karl-Marx-Universität Leipzig.
Studienreisen führten ihn nach Angola, Mosambik und Madagaskar, wo er Gastvorlesungen an Universitäten hielt. 1985 bis 1989 war er Botschafter der DDR in Madagaskar.
1991 erfolgte seine Abberufung und der Eintritt in den Vorruhestand.

## Mitgliedschaften
- 1974–1978: Vizepräsident im Forschungskomitee „Nationale Bewegungen und Imperialismus“ der International Sociological Association
- 1979–1985: Mitglied des Arbeitskreises Marxistisch-Leninistische Soziologie beim Ministerium für das Hoch- und Fachschulwesen der DDR
- 1979–1990: Mitglied im Wissenschaftlichen Rat für soziologische Forschung der DDR
- 1981–1985: Mitglied im wissenschaftlichen Beirat für Asien-, Afrika- und Lateinamerikawissenschaften beim Ministerium für das Hoch- und Fachschulwesen der DDR
- 1982–1985: Mitglied im wissenschaftlichen Beirat für Marxistisch-Leninistische Soziologie beim Ministerium für das Hoch- und Fachschulwesen der DDR
- 1990–1993: Vorstandsmitglied der Entwicklungspolitischen Gesellschaft
- 1990–2010: Mitglied der Deutsch-Madagassischen Gesellschaft
- Gründungsmitglied der Sektion „Dritte Welt Soziologie“ der Gesellschaft für Soziologie in der DDR
- Mitglied der Sektion „Entwicklungssoziologie und Sozialanthropologie“ der Deutschen Gesellschaft für Soziologie

## Auszeichnungen
- 1984: Ehrennadel der Karl-Marx-Universität Leipzig
- 1989: „Commandeur de l’Ordre National“ der Republik Madagaskar

## Schriften
- mit Hans Kramer, Heinz Kroske (Hrsg.): Die Länder Afrikas. Dietz, Berlin 1969.
- Tradition und Fortschritt im afrikanischen Dorf. Akademie, Berlin 1973 (Studien über Asien, Afrika und Lateinamerika. Band 6).
Englisch: Tradition and progress in the African village. Hurst, London, ISBN 0-903983-44-3.
- mit Leonid D. Jablockov (Hrsg.): Afrika. Akademie, Berlin 1976 (Studien über Asien, Afrika und Lateinamerika. Band 19).
- mit Jürgen Kunze (Hrsg.): Social Classes and Anti-imperialist Struggle in Africa and the Middle East. Internationales Symposium, Leipzig, 23.–25. August 1977. Akademie, Berlin 1978.
- mit Hartmut Schilling (Hrsg.): Entwicklungsländer. Staatsverlag, Berlin 1981.